# Takuro Fujii
Takuro Fujii (Japó, 21 d'abril de 1985) és un nedador japonès especialitzat en proves de curta distància estil lliure i papallona, on va aconseguir ser subcampió olímpic el 2012.

## Carrera esportiva
Als Jocs Olímpics de Pequín 2008 va guanyar la medalla de bronze en els relleus 4x100 metres estils, nedant l'estil papallona, amb un temps de 3:31.18 segons que va ser rècord d'Àsia, després dels Estats Units i Austràlia (plata).
Quatre anys després, als Jocs Olímpics de Londres 2012 va guanyar la medalla de plata en la mateixa prova, però aquesta vegada nedant el llarg d'estil lliure, amb un temps de 3:31.26 segons, després dels Estats Units i per davant d'Austràlia (bronze).